# Festival international de cinéma Cinémascience de Bordeaux
Le festival Cinémascience était un événement organisé par le CNRS à Bordeaux en Nouvelle-Aquitaine. C’était un festival de longs métrages de fiction ayant pour thématique un axe de recherche développé au CNRS. De la conquête de l’espace à la politique en passant par la génétique, l’histoire ou encore les mathématiques, les différentes projections sont prétexte à la discussion entre le public, les membres des équipes des films (réalisateurs, acteurs, producteurs, etc.) et les acteurs de la recherche (chercheurs, ingénieurs de recherche, etc.).
La troisième édition du festival Cinémascience a eu lieu du 30 novembre au 5 décembre 2010. 

## Concept
Chaque film de fiction présenté lors du festival a un scénario dont la thématique est liée à un axe de recherche du CNRS. Après chaque projection, membres des équipes des films, chercheurs et public de la salle discutent/débattent du film qu’ils viennent de voir et plus particulièrement de sa thématique scientifique.
Par exemple, lors de la projection de La Très Très Grande Entreprise (réalisé par Pierre Jolivet, France 2008), l’équipe du film, deux chercheurs du CNRS et le public de la salle ont discuté de la pollution industrielle. Où en est la recherche à ce sujet, que peut faire le chercheur face à cette pollution, existe-t-il des cas en France ou encore quel rôle a le cinéma dans la sensibilisation du public sur ce sujet, telles étaient les questions abordées ce soir-là.

## Programmation
La programmation du festival est composée de trois sélections, d’avant-premières et de séances destinées au jeune public.

### Compétition officielle
Une compétition internationale, d’une douzaine de films environ, tous inédits en salles en France est soumise à l’œil expert d’un Jury composé de personnalités du monde de la science et du cinéma. À l’issue de la compétition, le Jury décerne le Grand Prix au film qui a le plus retenu son attention.
Deux autres récompenses sont attribuées : le prix du Public et le prix du Jury Jeune.

### Sélection rétrospective
La semaine du festival est l’occasion de voir ou de revoir des chefs-d’œuvre du cinéma sur grand écran. Ces films d’époques ou un peu plus récents montrent les liens qui existent entre la science et le cinéma depuis toujours.

### Focus Russie
Dans le cadre le l'année France-Russie 2010, le festival Cinémascience mettra le cinéma russe à l'honneur.

### Avant-premières
Plusieurs films en avant-premières sont présentés dans le cadre du festival. Ainsi, Les Ailes pourpres : Le Mystère des flamants, premier film du nouveau label de production Disneynature, a été présenté en avant-première mondiale le 26 octobre 2008 au théâtre Fémina à Bordeaux lors de la cérémonie de clôture de la première édition du festival Cinémascience.

### Séances jeune public
Le cinéma, à travers les longs métrages et les films d’animation, est l’occasion d’éveiller la curiosité des plus jeunes sur les sciences. Un certain nombre de projections sont donc plus particulièrement destinées aux enfants.

## Parrain
Jean-Jacques Beineix, réalisateur et producteur français, est le parrain du festival.

## Jury 2008
Jury adulte :
- Régis Wargnier, président du jury, cinéaste
- José Garcia, acteur
- Philippe Garrigues, physico-chimiste
- Jean-Pierre Luminet, astrophysicien
- Aline Marighetto, chercheuse en neurosciences cognitives

Jury lycéen:
- Marion Pérès, élève en terminale ES au lycée Montesquieu
- Guillaume Garrigues, élève en première S au lycée Victor-Louis
- Harmony Dumartin-Jung, élève en première L au lycée Montesquieu
- Maylis Lapeyre, élève en terminale S au lycée Montesquieu
- Clara, élève en terminale ES au lycée Montesquieu

## Palmarès 2008
En 2008, le Grand Prix du Jury, présidé par le cinéaste Régis Wargnier, ainsi que le Prix du Jury Jeune, ont été attribués à Poppy Shakespeare (Royaume-Uni, 2008) de Benjamin Ross.
Le Prix du Public a été décerné à La Très Très Grande Entreprise (France, 2008) de Pierre Jolivet.

## Jury 2009
Le Grand jury :
- James Huth, président du jury, réalisateur et scénariste français
- Bernard Blancan, acteur français
- Nozha Khouadra, actrice française
- Jean-Luc Morel, chercheur au CNRS
- Béatrice Picon-Vallin, directrice de recherche au CNRS
- Reinhardt Wagner, acteur français, scénariste, compositeur de musiques de film
- Dominique Wolton, directeur de l’Institut des sciences de la communication du CNRS

Le jury Jeunes :
- Timothée Delbecque, élève en Terminale L au lycée Montesquieu
- Oliver Henchley, élève en Terminale L au lycée Montesquieu
- Marie Quillet, élève en Terminale L au lycée Montesquieu
- Mathilde Gaffet, élève en Terminale L au lycée Sud Médoc La Boétie
- Léa Herr, élève en Terminale L au lycée Sud Médoc La Boétie
- Adrien Tesseyre, élève en Première STI au lycée Kastler de Talence
- Sébastien Galonnier, élève en Première S au lycée Victor Louis de Talence

Le jury Jeunes chercheurs :
- Alexander Heussner, doctorant en informatique
- Jacques Leng, chercheur en physico-chimie moléculaire
- Florian Berrouet, doctorant en préhistoire et géologie du quaternaire
- Julie Morales, docteur en espagnol

## Palmarès 2009
- Le prix du Grand jury : Dirty Mind de Pieter Van Hees et Skin d'Anthony Fabian
- Le prix du jury Jeunes : Cenizas del cielo (Ashes from the sky) de José Antonio Quirós
- Le prix du jury Jeunes chercheurs : Dirty Mind de Pieter Van Hees
- Le prix du public : L'Étranger en moi d'Emily Atef

## Jury 2010
Le Grand jury
Le jury Jeunes
Le jury Jeunes chercheurs

## Lien
- Site officiel du CNRS